# Centrotusoides wealei
Centrotusoides wealei är en insektsart som beskrevs av William Lucas Distant. Centrotusoides wealei ingår i släktet Centrotusoides och familjen hornstritar. Inga underarter finns listade i Catalogue of Life.